# Charidotis tuberculata
Charidotis tuberculata es una especie de  coleóptero de la familia Chrysomelidae.
Fue descrita científicamente en 2000 por Swietojanska & Borowiec.